# Culicoides defoliarti
Culicoides defoliarti is een muggensoort uit de familie van de knutten (Ceratopogonidae). De wetenschappelijke naam van de soort is voor het eerst geldig gepubliceerd in 1979 door Atchley and Wirth.